# Kim Valentin
Kim Valentin (født 19. marts 1963 i Rødovre)  er en dansk politiker og økonom, der siden 5. juni 2019 har været medlem af Folketinget for partiet Venstre. Han var borgmester i Gribskov Kommune fra 2014 til 2017.

## Uddannelse og erhverv
Kim Valentin tog studentereksamen fra Stenhus Kostskole i 1981 og blev cand.polit. fra Københavns Universitet i 1990. Han var 1984-91 professionel fodboldspiller i forskellige klubber i hovedstadsområdet, herunder B1903. Siden 1993 har han været administrerende direktør og partner i Finanshuset Fredensborg. 

## Politisk karriere
Valentin blev valgt til byrådet i Gribskov Kommune i 2006 og har siden været medlem af økonomiudvalget. Han var fra 2014 til 2017 kommunens borgmester, men tabte borgmesterposten til den konservative Anders Gerner Frost ved konstitueringen efter kommunalvalget 2017, hvorefter Valentin blev 2. viceborgmester. 
Han blev valgt til Folketinget ved folketingsvalget 2019, men blev ikke genvalg ved valget i 2022. Fordi han også havde deltaget i Europa-Parlamentsvalget 2019 i Danmark og blevet 2. stedfortræder for Venstre, så det efter folketingsvalget i 2022 ud til han ville indtræde i Europa-Parlamentet som afløser for Linea Søgaard-Lidell der var blevet valgt til Folketinget. Imidlertid meddelte Karen Ellemann 14. november – før Folketinget var sammentrådt efter valget – at hun var udnævnt til generalsekretær i Nordisk Ministerråd og derfor forlod Folketinget. Det betød at Kim Valentin som hendes stedfortræder i Folketinget kunne overtage Ellemanns folketingsmandat og fortsætte som folketingsmedlem, hvilket han valgte at gøre i stedet for at blive medlem af Europa-Parlamentet. Da Karen Ellemann fratrådte før Folketinget sammentrådte, blev hendes valg ikke godkendt af Folketinget, og Kim Valentins valg blev godkendt regnende fra valgdatoen sammen med de øvrige folketingsmedlemmer.

## Øvrige tillidshverv
- Landsformand for Liberalt Oplysnings Forbund fra 2015.
- Medlem af repræsentantskabet og forretningsudvalget i Danmarks Biblioteksforening.
- Medlem af repræsentantskabet i TryghedsGruppen.